# Liste der Wappen im Vogelsbergkreis
Diese Liste zeigt die Wappen der Städte und Gemeinden sowie Wappen von ehemals selbständigen Gemeinden und aufgelösten Landkreisen im Vogelsbergkreis in Hessen.
In dieser Liste werden die Wappen mit dem Gemeindelink angezeigt.

Vogelsbergkreis[1]
Lage des Vogelsbergkreises in Hessen
Lage des Vogelsbergkreises in Deutschland

## Wappen der Städte und Gemeinden
- Stadt
Alsfeld (Details)
- Gemeinde
Antrifttal[2]
- Gemeinde
Feldatal[3]
- Gemeinde
Freiensteinau[4]
- Gemeinde
Gemünden (Felda)[5]
- Stadt
Grebenau[6]
- Gemeinde
Grebenhain[7]
- Stadt
Herbstein[8]
- Stadt
Homberg (Ohm) (Details)
- Stadt
Kirtorf[9]
- Kreisstadt
Lauterbach (Details)
- Gemeinde
Lautertal[10]
- Gemeinde
Mücke[11]
- Stadt
Romrod[12]
- Stadt
Schlitz
- Stadt
Schotten[13]
- Gemeinde
Schwalmtal[14]
- Stadt
Ulrichstein[15]
- Gemeinde
Wartenberg[16]

## Wappen ehemaliger Landkreise

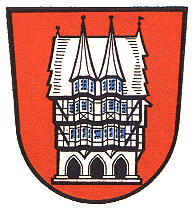
Landkreis Alsfeld
Landkreis Lauterbach[18]

## Wappen ehemaliger Städte und Gemeinden

Stadt Alsfeld (Details)
Gemeinde Wartenberg
Ortsteil Angersbach[19]
Gemeinde Gemünden
Ortsteil Burg-Gemünden[20]
Gemeinde Grebenhain
Ortsteil Crainfeld[21]
Gemeinde Feldatal
Ortsteil Groß-Felda[22]

Gemeinde Grebenhain Ortsteil Herchenhain[23]
- Gemeinde Grebenhain
Ortsteil Ilbeshausen[24]
- Gemeinde Mücke
Ortsteil Merlau[25]
Gemeinde Gemünden Ortsteil Nieder-Gemünden[26]
Gemeinde Grebenhain Ortsteil Crainfeld
Gemeinde Feldatal Ortsteil Groß-Felda
Gemeinde Grebenhain Ortsteil Herchenhain
Gemeinde Grebenhain Ortsteil Ilbeshausen
Gemeinde Mücke Ortsteil Nieder-Ohmen[27]
Gemeinde Gemünden Ortsteil Nieder-Gemünden
Gemeinde Mücke Ortsteil Nieder-Ohmen
Stadt Homberg (Ohm) Ortsteil Ober-Ofleiden
Gemeinde Antrifttal Ortsteil Ruhlkirchen
Gemeinde Schwalmtal Ortsteil Storndorf
Stadt Grebenau Stadtteil Udenhausen
Gemeinde Schwalmtal Ortsteil Vadenrod
Stadt Homberg (Ohm)
Ortsteil Ober-Ofleiden[28]
Gemeinde Antrifttal
Ortsteil Ruhlkirchen[29]
- Gemeinde Schwalmtal
Ortsteil Storndorf[30]
Stadt Grebenau Stadtteil Udenhausen[31]
Stadt Homberg (Ohm) (Details)
Stadt Kirtorf
Kreisstadt Lauterbach (Details)
Gemeinde Schwalmtal Ortsteil Vadenrod[32]
Gemeinde Mücke
Stadt Romrod
Stadt Schlitz
Stadt Schotten
Gemeinde Schwalmtal
Stadt Ulrichstein
Gemeinde Wartenberg

## Blasonierungen
1. ↑  Landkreiswappen: „Durch eine Silberleiste schräglinks geteilt; oben in Rot zwei natürliche silberne Türkenbundlilien, unten in Blau der dreimal von Silber und Rot geteilte Löwenkopf mit goldener Krone.“
2. ↑  Antrifttal: „In rotem Schild zwei aufrechtstehende abgekehrte silberne Streitäxte“
3. ↑  Feldatal: „In Gold ein roter blaugekrönter Jungfrauenadler mit silbernem, von einem blauen Hammer und zweimal zwei blauen Nägeln belegten Herzschild.“
4. ↑  Freiensteinau: „In Gold eine blaue Raute, belegt mit vier dreiblättrigen, silbernen Kleeblättern in Kreuzform.“
5. ↑  Gemünden: „Über einem blauen, mit einem siebenblättrigen silbernen Eichenzweig belegten Schildfuß in Gold ein rechtsgewendeter rotgehörnter und -bezungter und mit roten Fängen versehener schwarzer Ziegenadler.“
6. ↑  Grebenau: „In Gold ein blau gekleideter Grebe mit rotem Speer und silbernem Schwert.“
7. ↑  Grebenhain: „In Gold mit rotem Schildbord, der mit 15 silbernen Sternen bestreut ist, das schwarze Fachwerkbalkenbild des sogenannten “Wilden Mannes”.“
8. ↑  Herbstein: „In Gold der Apostel Jakobus in rotem Mantel mit silbernem Untergewand, mit roter Pilgerflasche und rotem Stab hinter silbernem Schild mit zwei gekreuzten roten Pilgerstäben.“
9. ↑  Kirtorf: „In Blau der herschauende hessische goldene Helm mit rot-silberner Decke und mit goldenem Birkenlaub besteckten silbernen Hörnern.“
10. ↑  Lautertal: „In Gold und Schwarz wellenförmig schrägrechts geteiltem Feld rechts eine rote Türkenbundlilie mit grünem Stengel und grünen Staubgefäßen, links ein goldenes siebenspeichiges Wagenrad.“
11. ↑  Mücke: „Schild geteilt, in der oberen Schildhälfte in Rot ein goldener Adler mit blaugekröntem Königskopf, in der unteren Schildhälfte in Gold der Adlerrumpf in Rot mit blauer Bewehrung.“
12. ↑  Romrod: „In Gold in der Mitte ein gemauerter schwarzer Balken mit aufgesetztem schwarzen Zinnenturm, unten ein teilweise auf den Balken aufgelegter blauer Schild mit einem golden bewehrten, neun Mal von Silber und Rot gestreiften Löwen.“
13. ↑  Schotten: „In Blau ein von einer goldenen Kugel auffliegender rotbewehrter silberner Vogel.“
14. ↑  Schwalmtal: „In Gold und Schwarz ein gewellter, blau/silber geteilter Schräglinksbalken, oben belegt mit einem schwarzen, durch zwei Rinken zusammengeschlagenen Kesselhaken, unten mit einem dreiblättrigen und mit zwei Eicheln versehenen goldenen Eichenblatt.“
15. ↑  Ulrichstein: „Wappenbeschreibung: In goldenem Schild mit blauem Schildbord ein roter gekrönter Löwe.“
16. ↑  Wartenberg: „In grünem Schild ein silberner Schrägrechtsbach, darüber in der linken Ecke ein sechsstrahliger goldener Stern.“
17. ↑  Landkreis Alsfeld: „In Rot das blau befensterte silberne Rathaus der Stadt Alsfeld in Vorderansicht.“
18. ↑  Landkreis Lauterbach: „Gespalten von Schwarz und Gold; vorne drei silberne Wellenbalken, hinten übereinander zwei grün bestandene rote Türkenbundlilien.“
19. ↑  Angersbach: „In grünem Schild ein silberner Schrägrechtsbach, darüber in der linken Ecke ein sechsstrahliger goldener Stern.“
20. ↑  Burg-Gemünden: „In Gold fünf (3:2) achtspeichige schwarze Räder um einen rechten unteren Freiplatz mit dem Landeswappen.“
21. ↑  Crainfeld: „In Rot ein silberner Sparren zwischen drei (2:1) silbernen Sternen.“
22. ↑  Groß-Felda: „In Gold ein roter blaugekrönter Jungfrauenadler mit silbernem, von einem blauen Hammer und zweimal zwei blauen Nägeln belegten Herzschild.“
23. ↑  Herchenhain: „Im gespaltenen Schild vorn von Schwarz und Gold geteilt, in Schwarz ein sechsstrahliger silberner Stern, hinten in Silber ein schwarzes Kreuz.“
24. ↑  Ilbeshausen: „In silbernem Schild mit rotem Bord ein schwarzer sogenannter wilder Mann.“
25. ↑  Merlau: „Schild geteilt, in der oberen Schildhälfte in Rot ein goldener Adler mit blaugekröntem Königskopf, in der unteren Schildhälfte in Gold der Adlerrumpf in Rot mit blauer Bewehrung.“
26. ↑  Nieder-Gemünden: „Ein rotbewehrter (Hörner und Krallen) und rotbezungter nach rechts gewendeter schwarzer Ziegenadler über einem blauen Wellenband auf goldenem Grund.“
27. ↑  Nieder-Ohmen: „Geteilt von Rot und Silber; oben der halbe goldene Reichsadler mit dem Königskopf und unten ein blaues Wellenband.“
28. ↑  Ober-Ofleiden: „In schwarzem Schild eine silberne Wolfsangel, darüber im von Blau und Gold geteilten Schildhaupt drei Oblaten in verwechselter Tinktur.“
29. ↑  Antrifttal: „In rotem Schild zwei aufrechtstehende abgekehrte silberne Streitäxte“
30. ↑  Storndorf: „In goldenem Feld ein durch 2 Rinken zusammengeschlagener, doch noch etwas voneinander stehender, schräglinks gelegter Kesselhaken, dessen Zacken sich abwärts, also zur Linken, kehren.“
31. ↑  Udenhausen: „Das durch ein goldenes mit der Spitze nach oben gerichtetes Schwert schrägrechts geteilte Wappen zeigt oben in Rot ein silbernes Johanniterkreuz, unten in Blau eine goldene Roggenähre.“
32. ↑  Vadenrod: „In Schwarz vor einem silber-blauen Wellenband eine goldene Eiche.“